# 皮卡丘素

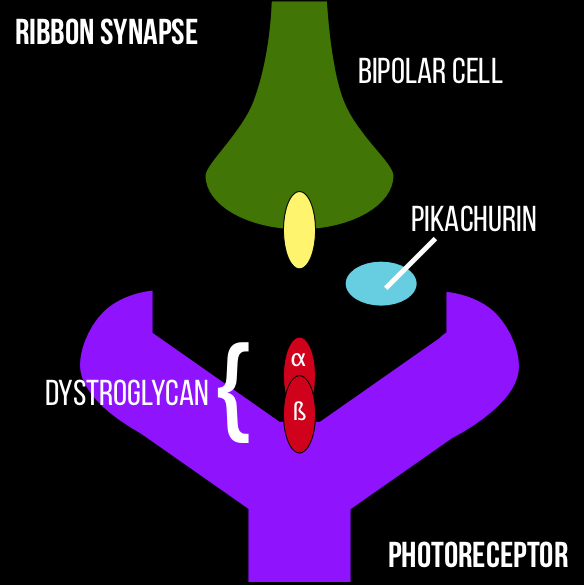
皮卡丘素蛋白在緞帶突觸中的分布位置

皮卡丘素（英語：pikachurin）是人体中由EGFLAM基因编码的蛋白质，也被称为EGF样结构域，纤连蛋白III型结构域和层粘连蛋白G样结构域包含蛋白（EGF-like, fibronectin type-III and laminin G-like domain-containing protein，EGFLAM）。